# 大阪市立鯰江小學校
大阪市立鯰江小學校（日文漢字：大阪市立鯰江小学校 / 平假名：おおさかしりつ なまずえしょうがっこう）是一個位於日本大阪府大阪市城東區的公立小學。

## 指定學區
- 大阪市城東區 今福西1丁目～6丁目。

畢業生普遍進修於大阪市立鯰江中學校。

## 交通
- 大阪市營地下鐵長堀鶴見綠地線・今里筋線 蒲生四丁目站東北側約200公尺。